# Синицька Зоя Олександрівна
Зоя Олександрівна Синицька (до шлюбу — Сивкова; 31 грудня 1909 — 19 березня 1996) — радянська спортсменка (легка атлетика), тренерка. Заслужений майстер спорту СРСР (з 1938 року). Заслужена тренерка УРСР.

## Біографія

Могила Зосими і Зої Синицьких

Народилась 31 грудня 1909 року. Закінчила Харківський державний інститут фізичної культури. Виступала за «Динамо» (Харків). Чемпіонка Міжнародної робочої олімпіади 1937 року в Антверпені. Чемпіонка СРСР 1938 року в метанні диска. Перша в СРСР переступила 40-метровий рубіж в метанні диска. Встановила 5 рекордів СРСР. У 1947–1965 роках — викладачка на кафедрі легкої атлетики Київського державного інституту фізичної культури.
Була тренеркою збірної СРСР на Олімпійських іграх 1956 і 1960 років. Підготувала призера Олімпійських ігор Леоніда Бартенєва.
Жила в Києві. Померла 19 березня 1996 року. Похована на Байковому кладовищі поруч із чоловіком Зосимою Синицьким (ділянка № 49а, 50°25′2.10″ пн. ш. 30°30′4.70″ сх. д. / 50.4172500° пн. ш. 30.5013056° сх. д.).